# Baconin Borzacchini
Baconino Francesco Domenico Borzacchini, född 28 september 1898 i Terni, död den 10 september 1933 på Autodromo Nazionale Monza, var en italiensk racerförare.
Baconin Borzacchini döptes av sina föräldrar efter den ryske anarkisten Michail Bakunin. Efter första världskriget började han tävla på motorcykel, innan han bytte till bilsport 1926. Han fick ett fabrikskontrakt hos Maserati och slog hastighetsrekord 1929 med en Maserati Tipo V4. Borzacchini körde även Indianapolis 500 1930 för Maserati. Med stigande framgångar pressades han av den italienska fascistregimen till att byta sitt ryska namn till Mario Umberto Borzacchini.
1931 bytte Borzacchini stall till Alfa Romeo, där han dock överglänstes av vännen och kollegan Tazio Nuvolari. Största framgången blev segern i Mille Miglia 1932. När Alfa Romeo lade ned tävlingsverksamheten efter säsongen 1932 gick Borzacchini tillbaka till Maserati. Han omkom under Italiens Grand Prix 1933

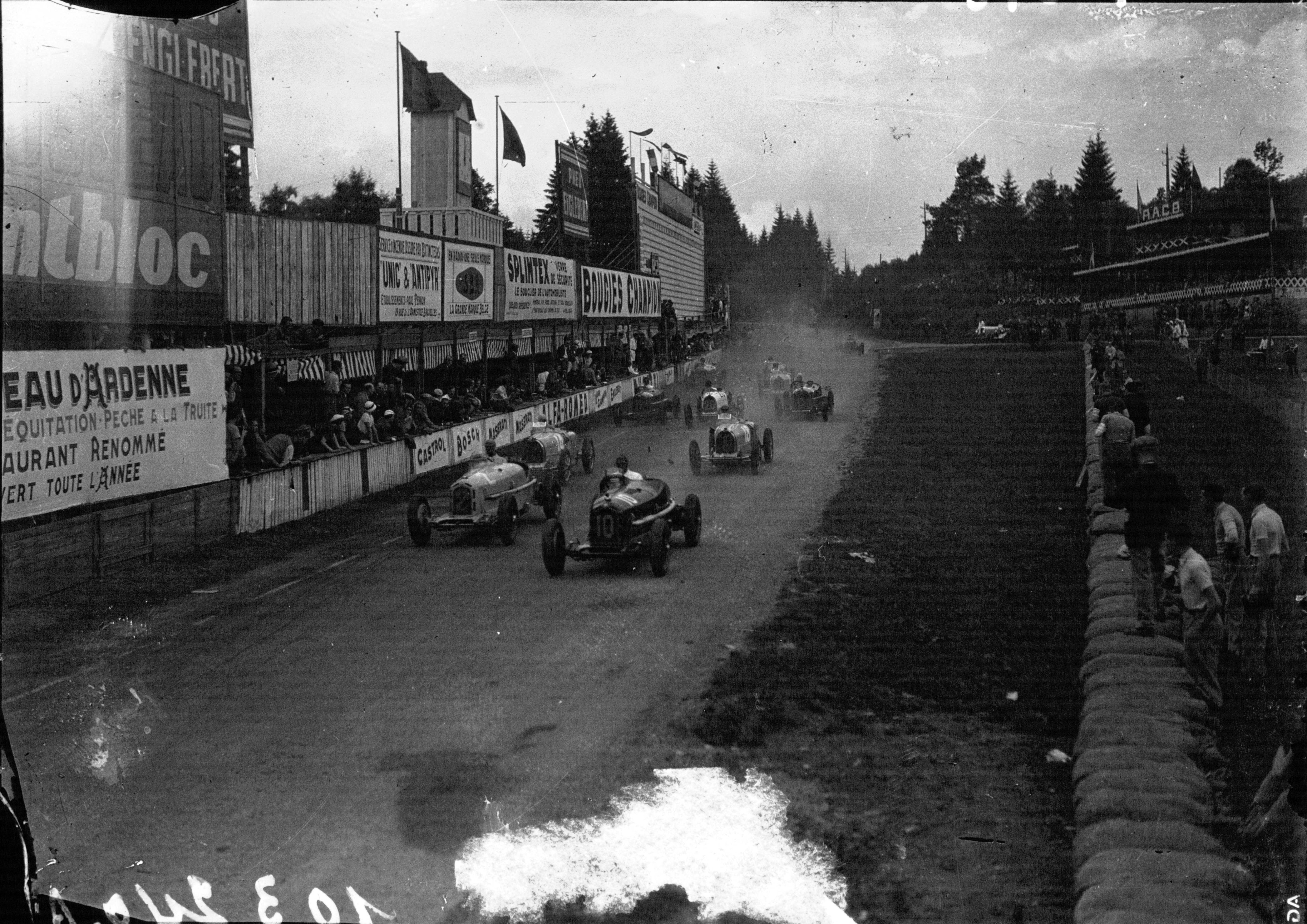
Baconin Borzacchini (längst fram till höger) i starten av Belgiens Grand Prix 1933.

## Eftermäle
Asteroiden 6923 Borzacchini är uppkallad efter Baconin Borzacchini.